# Graphium doson
Graphium doson is een vlinder uit de familie van de pages (Papilionidae). De wetenschappelijke naam van de soort is voor het eerst geldig gepubliceerd in 1864 door C. & R. Felder.

## Kenmerken
Deze snelle, nerveuze vlieger heeft een rij blauwachtige vlekjes langs de vleugelranden. De mannetjes hebben in het oog springende blauwachtige geurstrepen op de overwegend zwarte vleugels.

## Verspreiding en leefgebied
Deze vlindersoort komt voor in India, Sri Lanka, China, Japan, de Filipijnen, Maleisië en Indonesië.

## Waardplanten
De waardplanten van de rups behoren tot de plantenfamilies Annonaceae en Lauraceae, vooral op de kamferboom zijn ze te vinden.

## Galerie

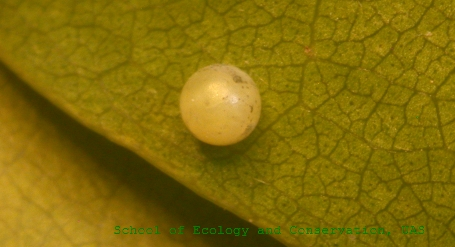
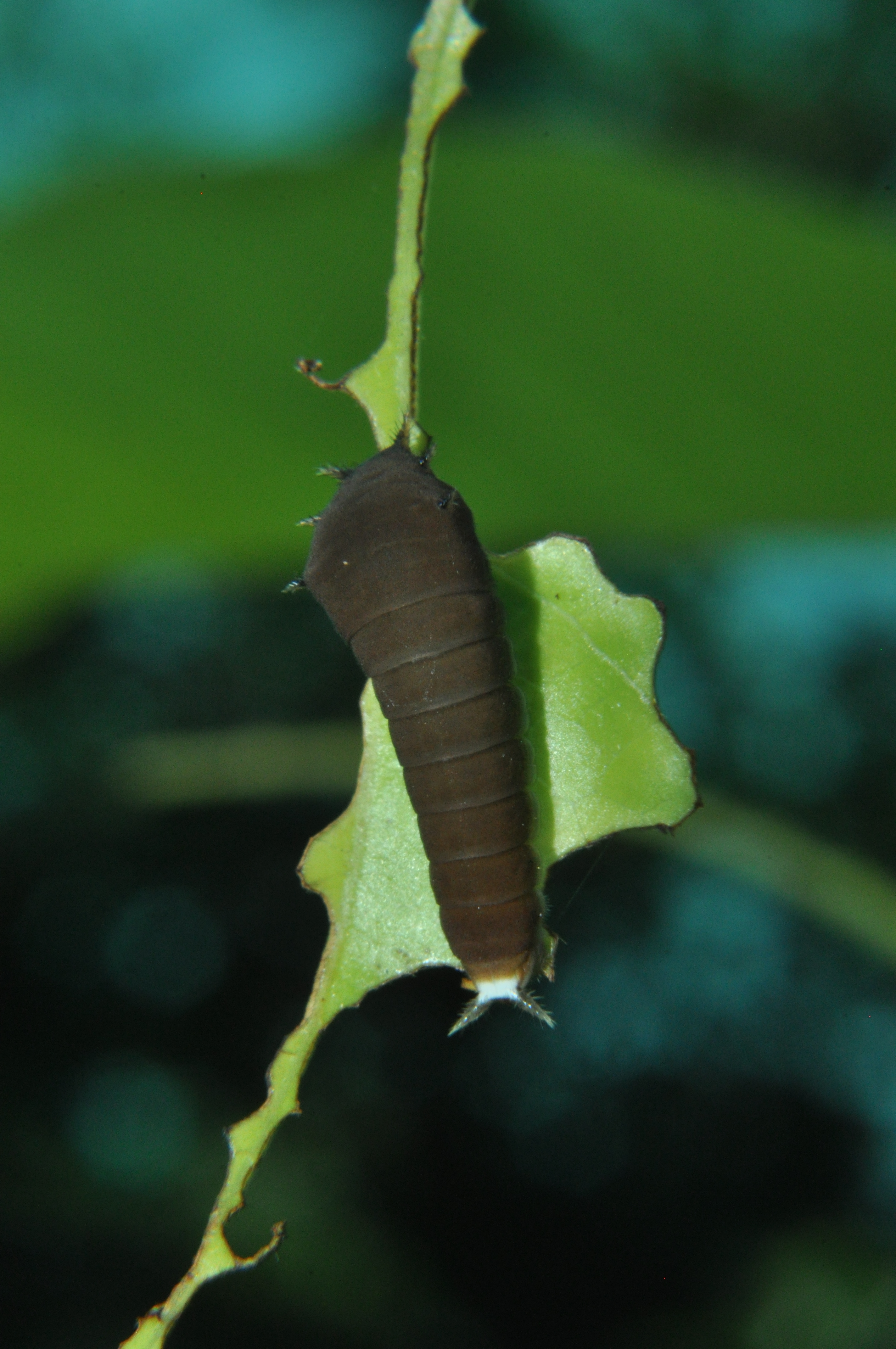
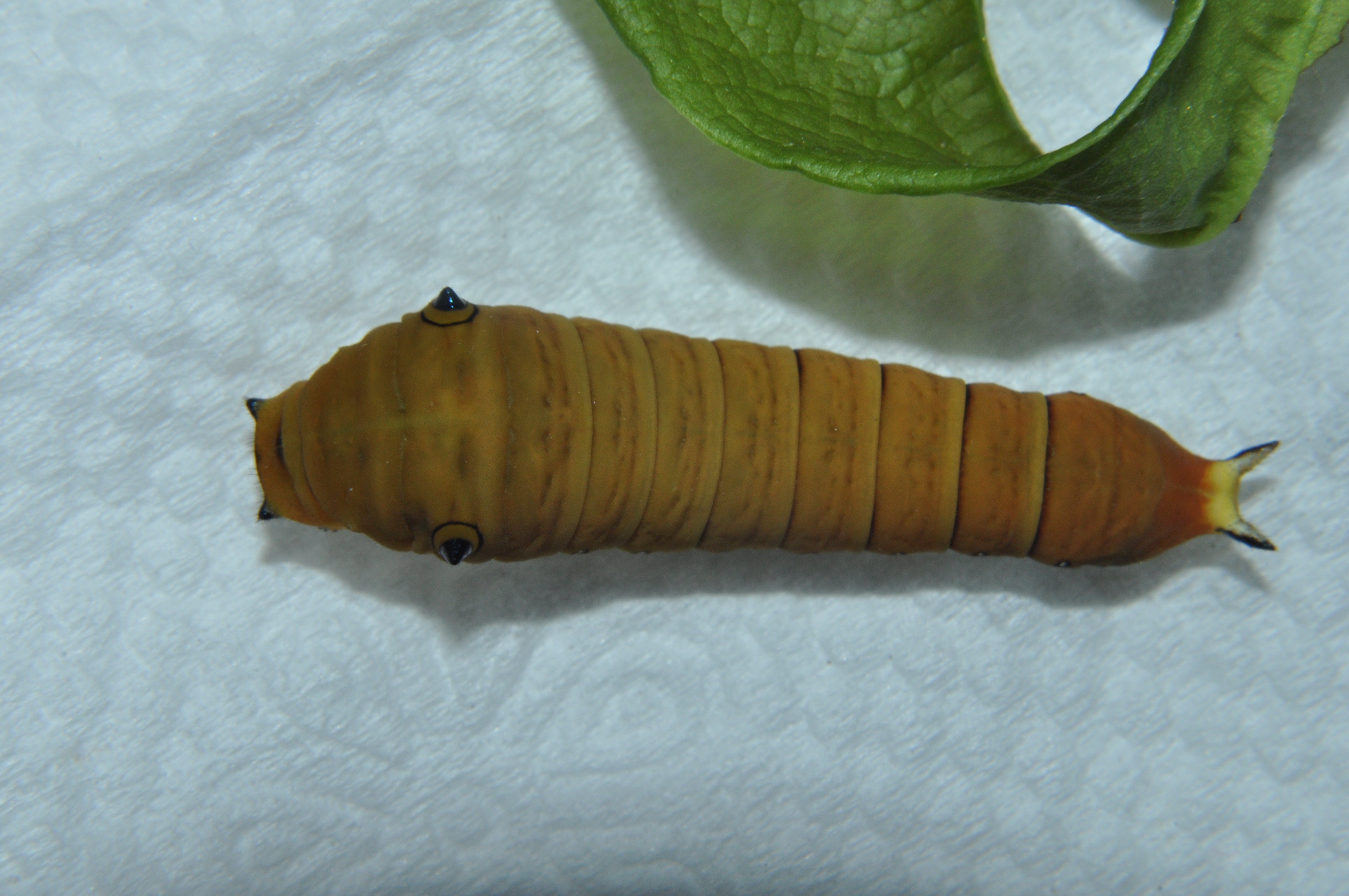
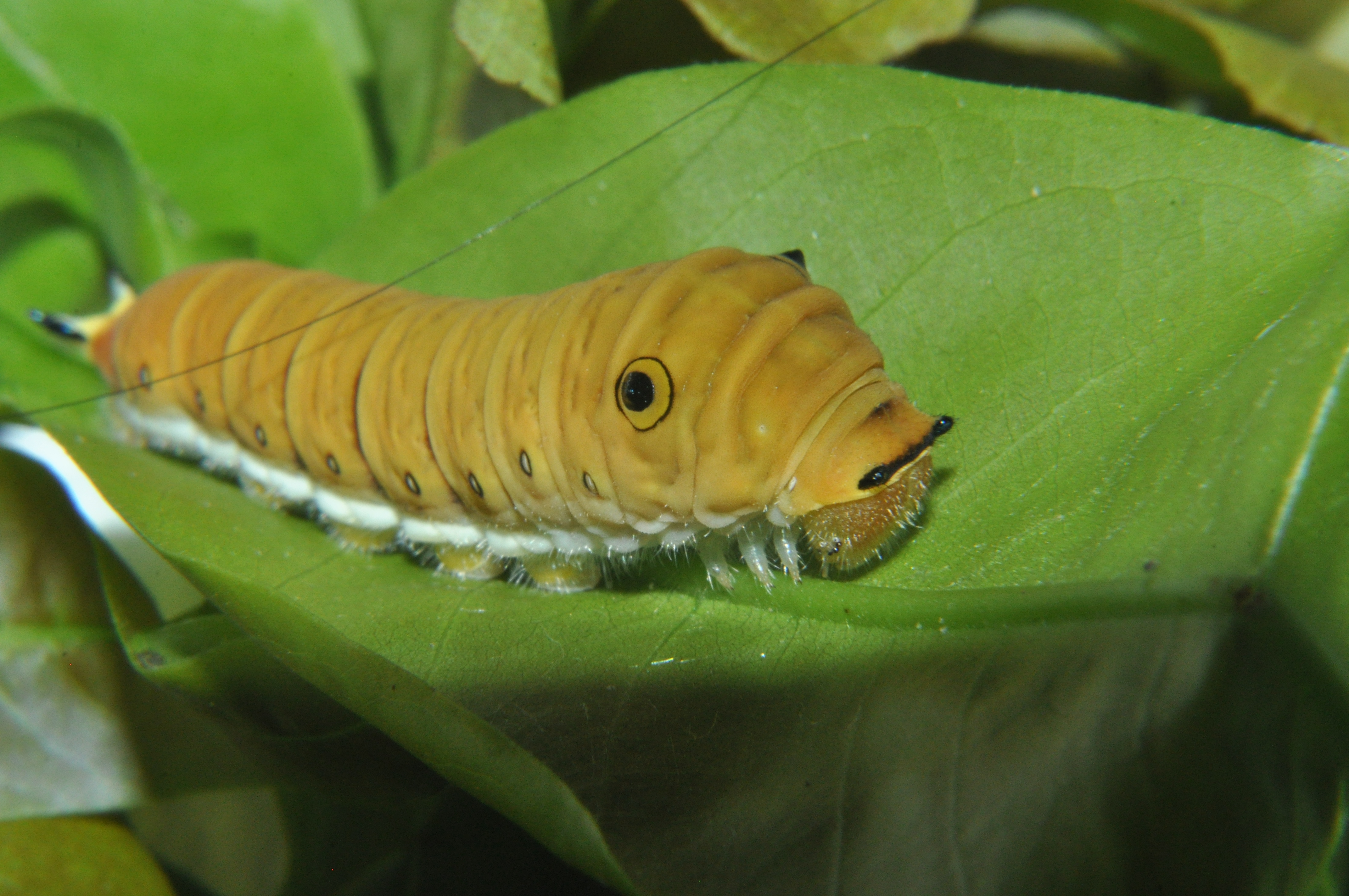
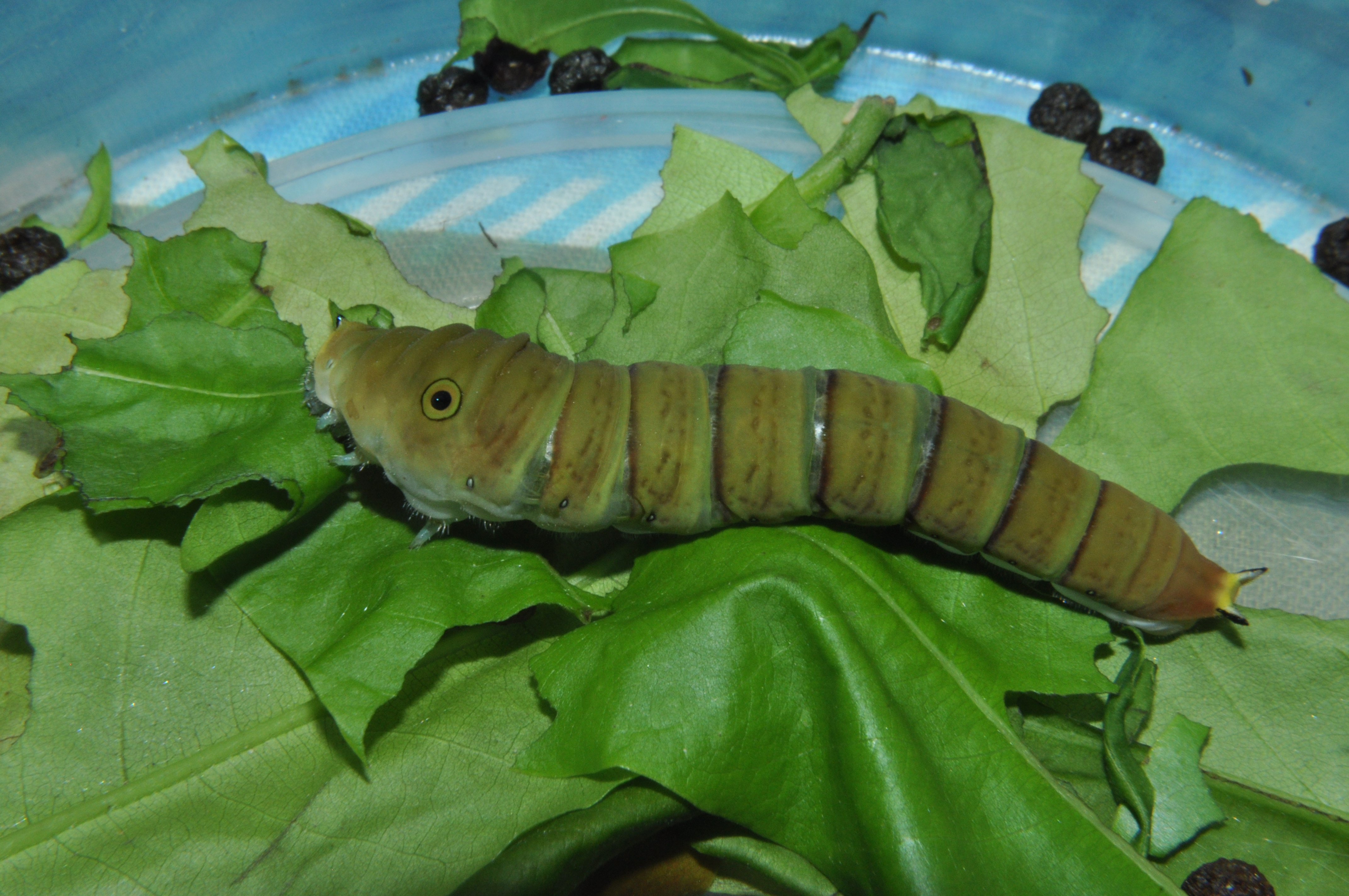
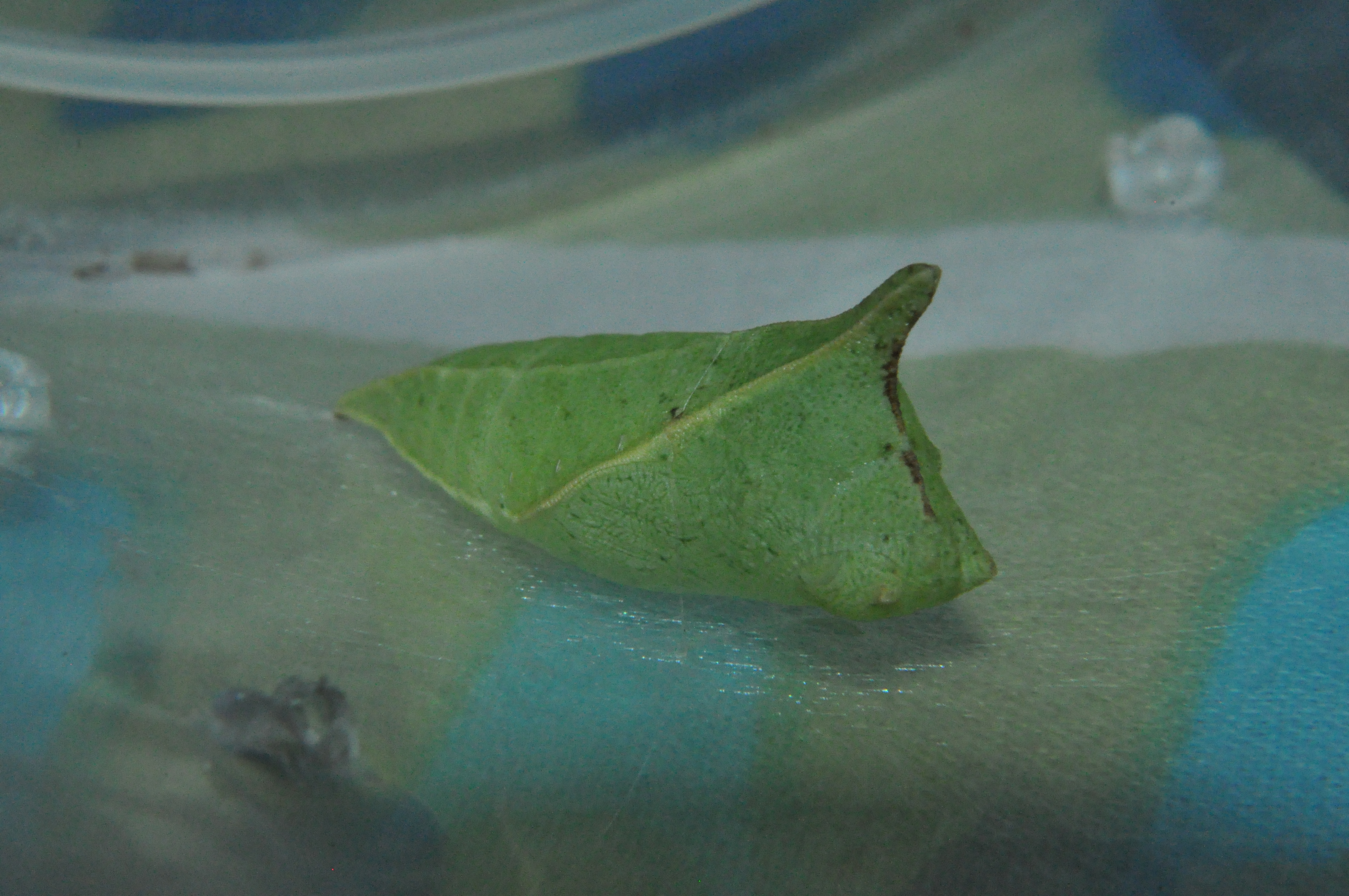